# Ojo

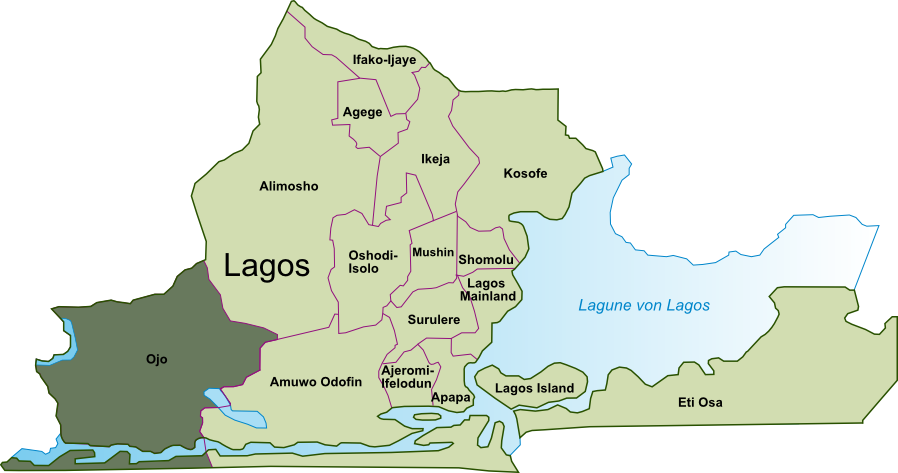
Karte von Lagos, Ojo hervorgehoben

Ojo ist eine Ortschaft in Nigeria und eines der 20 Local Government Areas (LGA) des Bundesstaates Lagos.
Ojo liegt westlich von Lagos und schließt mehrere Lagunen mit ein. Das LGA hat eine Fläche von 158,16 km² und grenzt an Alimosho und Amuwo Odofin im Osten und Badagry im Westen. Bei der letzten Volkszählung im Jahr 2006 wurden 502.865 Einwohner gezählt, in Ojo kamen somit 3179 Einwohner auf einen Quadratkilometer.
Ojo ist der Hauptsitz der Lagos State University und der Volkswagen AG in Nigeria.